# Hank Ketcham
Hank Ketcham (Seattle, 14 de marzo de 1920-Carmel-by-the-Sea, 1 de junio de 2001) fue un dibujante estadounidense nacido en Seattle (Washington). Ketcham es conocido por ser el creador de Daniel el Travieso (Dennis the Menace), una tira cómica que escribió y dibujó desde 1951 hasta 1994, cuando se retiró para dedicarse a la pintura en su estudio. En 1953, él recibió el Premio Reuben por la tira, que continúa en manos de otros artistas.

## Primeros años
Nacido en Seattle, Washington, Ketcham fue el hijo de Weaver Vinston Ketcham y Virginia King. Su tatarabuelo fue James Weaver, quien se presentó como candidato presidencial representando en cada ocasión a un tercer partido político a finales del siglo XIX. Cuando Ketcham tenía seis años, su padre tenía por invitado a la cena a un ilustrador. Después de la cena, le mostró al joven su "lápiz mágico" y dibujo algunas ilustraciones. Ketcham quedó totalmente interesado, y pronto su padre preparó un escritorio en el closet de su habitación para que él pudiera dibujar. Tras graduarse de Queen Anne High School en 1937, estuvo en la Universidad de Washington pero la abandonó después de un año y se fue de aventón a Los Ángeles, esperando trabajar con Walt Disney.

## Carrera
Ketcham empezó en el negocio como animador para Walter Lantz y posteriormente Walt Disney, donde trabajó en Pinocho, Fantasia, Bambi y algunos cortos del Pato Donald. Durante la Segunda Guerra Mundial, Ketcham fue un fotógrafo especialista con la Reserva Naval de los Estados Unidos. También creó a Mr. Hook para la Armada durante la Segunda Guerra Mundial y cuatro cortos se realizaron (uno por Walter Lantz Productions a color y tres por Warner Bros. Cartoons en blanco y negro). Mientras seguía en la Armada, empezó una tira humorística, Half Hitch, la cual estuvo en Saturday Evening Post en 1943.
Tras la Segunda Guerra Mundial, se instaló en Carmel, California, y empezó a trabajar como caricaturista independiente. En 1951, creó a Daniel el Travieso, basado en su hijo de cuatro años Dennis. Ketcham estaba en su estudio en octubre de 1950, cuando su primera esposa, Alice, irrumpió en el estudio y se quejó que su hijo de cuatro años, Dennis, había destrozado su habitación en lugar de tomar una siesta. "Tu hijo es una amenaza," gritó ella. Dentro de cinco meses, 16 periódicos empezaron a traer las aventuras del endiablado pero inocente "Daniel el Travieso." En mayo de 1953, 193 periódicos en los Estados Unidos y 52 del extranjero llevaban la tira a 30 millones de lectores.

## Familia
La primera esposa de Ketcham, Alice Louise Mahar Ketcham, falleció el lunes 22 de junio de 1959, de una hemorragia cerebral. Hank y Alice ya estaban separados al momento de su muerte. Tres semanas después, Ketcham se casó por segunda vez con su secretaria Jo Anne Stevens y se mudó con ella y Dennis a Genova, Suiza, donde vivió de 1960 hasta 1977, mientras todavía producía a Daniel el Travieso. Este matrimonio terminó en divorcio. En 1977 se mudó de vuelta a los Estados Unidos y se estableció en Monterey, California, con su tercera esposa Rolande Praepost, con quien se casó en 1969 y tuvo dos hijos, Scott y Dania. Ketcham y su hijo Dennis se distanciaron, y se separaron durante gran parte de la vida adulta de Dennis, como fue descrito por Lawrence Van Gelder en The New York Times:
"El verdadero Dennis tenía 12 años en 1959 cuando su madre falleció de una sobredosis. El Sr. Ketcham llevó al niño a vivir con él a Génova, donde pasó 20 años antes de mudarse a California en 1977. Pero Dennis tenía problemas con sus estudios y fue enviado a un internado en Connecticut mientras el Sr. Ketcham se quedó en Suiza con su segunda esposa, Jo Anne Stevens. El matrimonio terminó en divorcio. Dennis Ketcham sirvió en Vietnam, sufrió estrés post-traumático y tuvo muy poco contacto con su padre. "Está viviendo en el Oriente en algún lado haciendo lo suyo," dijo el Sr. Ketcham en marzo. "Eso es solo un capítulo que fue uno muy corto que cerró, el cual desafortunadamente ocurre en algunas familias."

## Últimos años y retiro
Cuando a su tira de Daniel el Travieso se le agregó una tira para el domingo, Ketcham contrató al artista Al Wiseman y al escritor Fred Toole para producir las tiras dominicales y las historietas de Daniel que fueron publicadas. La gente alrededor del país le mandaba los diálogos a él, y él encontraría los que más le gustara e ilustraría el gag.
En 1990, Ketcham publicó una autobiografía,The Merchant of Dennis the Menace, recordando su carrera. Se retiró de dibujar la tira en 1994, en la cual en la época sus asistentes, Marcus Hamilton y Ron Ferdinand, se harían a cargo. Al momento de la muerte de Ketcham, Daniel el Travieso fue distribuida a más de 1000 periódicos en 48 países y 19 lenguajes, por King Features Syndicate.
Ketcham pasó sus últimos años retirado en su casa en Carmel, California, pintando al óleo y acuarela. Muchas de sus pinturas pueden ser vistas en un hospital cerca de Monterrey. Falleció en Carmel, el 1 de junio de 2001.